# طرابلس أرض الحب الجميلة
طرابلس أرض الحب الجميلة (بالإيطالية: Tripoli, bel suol d'amore) هو فيلم حرب كوميدي إيطالي أُنتج عام 1954 من إخراج فيروتشيو سيريو، صُور في فيرانيا وحقق أرباح تقدر بقيمة 248 مليون ليرة في شباك التذاكر الإيطالي.

## ملخص
أُخذ عنوان الفيلم من أغنية تقليدية تحمل نفس الاسم والقصة أُقتبست من رواية الفرسان الثلاثة، وتدور أحداثه حول الحرب الليبية بين إيطاليا والإمبراطورية العثمانية عام 1911.

## ممثلون
- ألبرتو سوردي
- ليلى روكو
- فولفيا فرانكو[3]
- ماريو ريفا

## وصلات خارجية
- طرابلس أرض الحب الجميلة علي موقع IMDb